# Scooby-Doo és az idegen megszállók
A Scooby-Doo és az idegen megszállók, a filmben hallható címén Harmadik típusú Scooby-Doo (eredeti cím: Scooby-Doo and the Alien Invaders) 2000-ben bemutatott amerikai televíziós rajzfilm, amelynek a rendezője Jim Stenstrum, a producerei Davis Doi, Joseph Barbera és William Hanna, az írói Davis Doi, Glenn Leopold és Lance Falk, a zeneszerzője Louis Febre. A film a Hanna-Barbera Productions és a Warner Bros. Animation gyártásában készült, a Warner Home Videoforgalmazásában jelent meg. Műfaját tekintve filmvígjáték.
Amerikában 2000. október 3-án jelent meg VHS-en, Magyarországon pedig 2008 április 29-én adták ki DVD-n.

## Cselekmény
A Rejtély Rt. a filmben egy elhagyatott sivatagi városkában ragad, amiről kiderül, hogy talán mégsem elhagyatott. A városban rejtélyes tudósok bukkannak fel és hamarosan repülő csészealjak is megjelennek, bennük nem túl barátságos földönkívülikkel. Az egyik ilyen el is rabolja a csapatot, akik egy összeesküvésre bukkannak, míg Scooby és Bozont megtapasztalják azt, hogy milyen szerelmesnek lenni.

## Szereplők
| Szereplő         | Eredeti hang             | Magyar hang      |
| ---------------- | ------------------------ | ---------------- |
| Scooby-Doo       | Scott Innes              | Melis Gábor      |
| Bozont           | Scott Innes              | Fekete Zoltán    |
| Diána            | Mary Kay Bergman         | Hámori Eszter    |
| Fred             | Frank Welker             | Bódy Gergely     |
| Vilma            | B.J. Ward                | Madarász Éva     |
| Lester           | Jeff Bennett             | Gruber Hugó      |
| Dottie           | Jennifer Hale            | Illyés Mari      |
| Steve            | Mark Hamill              | Markovics Tamás  |
| Kristály         | Candi Milo               | Mezei Kitty      |
| Max              | Kevin Michael Richardson | Boros Zoltán     |
| Sergio           | Neil Ross                | Balázsi Gyula    |
| Laura            | Audrey Wasilewski        | Árkosi Katalin   |
| Buck             | TBA                      | Garamszegi Gábor |
| Idegen megszálló | TBA                      | Megyeri János    |
| Álkatona         | TBA                      | Bácskai János    |
| FBI-ügynök       | TBA                      | Gardi Tamás      |